# 坂本茂 (野球)
坂本 茂（さかもと しげる、1921年4月19日 - 1989年2月8日）は、東京府出身のプロ野球選手（内野手）。1950年の登録名は坂本 埴留。

## 来歴
旧制日本大学第三中学校在学中に、甲子園に4回出場（春2回〔1938年、1939年〕、夏2回〔1938年、1940年〕）。そのうち1940年夏の大会でベスト8に入る活躍を見せた。当時の監督に藤田省三、チームメイトに鬼頭政一・今泉勝義・本田耕一がいた。
1941年に東京巨人軍へ入団。沢村栄治がつけていた巨人の背番号14は沢村の功績を称えて1947年7月に巨人の永久欠番となったが、沢村戦死（1944年12月2日）から永久欠番指定（1947年7月9日）までの間の1946年に坂本が巨人の背番号14をつけており、坂本が巨人の背番号14をつけた最後の人物である。同年は二塁に千葉茂がいたため18試合の出場に留まる。翌1942年になると千葉が応召により退団したことから、坂本は八番・二塁手の定位置を掴み、打率.210でリーグ17位に入るとともに、リーグ8位の45得点を記録。1943年もリーグ20位の打率.205を打ち、リーグ4位の30盗塁を記録した。
戦後、1946年巨人に復帰するが、同じく復帰した千葉を抜くことはできず、25試合の出場に留まり巨人を退団。1947年国民野球連盟の大塚アスレチックスへ参加した。
1950年日大三中時代の監督であった藤田省三が監督を務めていた近鉄パールスに入団してプロ野球復帰。11月20日の対西鉄クリッパース戦（大阪球場）の同点で迎えた12回に川崎徳次から、日本プロ野球史上5人目、パ・リーグ史上初の満塁サヨナラ本塁打を放った。翌1951年は一塁手のレギュラーとしてトップバッターを務め、チームトップの打率.260、38盗塁を記録する。1952年になると新しく加入した鬼頭政一・杉山光平に定位置を譲り、監督の藤田省三とともに退団した。
引退後はパ・リーグ審判員を務めている。

## 人物
囲碁が強く素人三段あるいは四段の腕前だった。戦前に巨人の応援会長をしていた鳩山一郎は年2回ほど巨人の選手を音羽御殿に招待して中国料理を振る舞っていたが、坂本は鳩山に別室に呼ばれて囲碁の相手をしていたという。

## 詳細情報

### 年度別打撃成績
| 年 度     | 球 団     | 試 合 | 打 席 | 打 数 | 得 点 | 安 打 | 二 塁 打 | 三 塁 打 | 本 塁 打 | 塁 打 | 打 点 | 盗 塁 | 盗 塁 死 | 犠 打 | 犠 飛 | 四 球 | 敬 遠 | 死 球 | 三 振 | 併 殺 打 | 打 率 | 出 塁 率 | 長 打 率 | O P S |
| --------- | --------- | ----- | ----- | ----- | ----- | ----- | -------- | -------- | -------- | ----- | ----- | ----- | -------- | ----- | ----- | ----- | ----- | ----- | ----- | -------- | ----- | -------- | -------- | ----- |
| 1941      | 巨人      | 18    | 15    | 13    | 2     | 3     | 0        | 0        | 0        | 3     | 0     | 0     | --       | 0     | --    | 2     | --    | 0     | 2     | --       | .231  | .333     | .231     | .564  |
| 1942      | 巨人      | 101   | 379   | 328   | 45    | 69    | 7        | 4        | 0        | 84    | 21    | 15    | 4        | 9     | --    | 40    | --    | 2     | 33    | --       | .210  | .300     | .256     | .556  |
| 1943      | 巨人      | 77    | 298   | 264   | 30    | 54    | 1        | 0        | 0        | 55    | 10    | 30    | 5        | 2     | --    | 31    | --    | 1     | 22    | --       | .205  | .291     | .208     | .499  |
| 1946      | 巨人      | 25    | 86    | 68    | 11    | 14    | 4        | 0        | 0        | 18    | 6     | 4     | 5        | 1     | --    | 15    | --    | 2     | 7     | --       | .206  | .365     | .265     | .629  |
| 1950      | 近鉄      | 20    | 23    | 22    | 6     | 7     | 0        | 0        | 1        | 10    | 5     | 5     | 0        | 0     | --    | 1     | --    | 0     | 0     | 0        | .318  | .348     | .455     | .802  |
| 1951      | 近鉄      | 98    | 414   | 361   | 60    | 94    | 12       | 0        | 1        | 109   | 19    | 38    | 21       | 5     | --    | 45    | --    | 3     | 32    | 2        | .260  | .347     | .302     | .649  |
| 1952      | 近鉄      | 64    | 139   | 123   | 20    | 31    | 3        | 0        | 0        | 34    | 3     | 4     | 7        | 3     | --    | 12    | --    | 1     | 12    | 0        | .252  | .324     | .276     | .600  |
| 通算：7年 | 通算：7年 | 403   | 1354  | 1179  | 174   | 272   | 27       | 4        | 2        | 313   | 64    | 96    | 42       | 20    | --    | 146   | --    | 9     | 108   | 2        | .231  | .320     | .265     | .586  |

- 各年度の太字はリーグ最高

### 背番号
- 6 （1941年 - 1943年、1947年）
- 14 （1946年）
- 3 （1950年 - 1952年）

### 登録名
- 坂本 茂 （さかもと しげる、1941年 - 1949年、1951年 - 1952年）
- 坂本 埴留 （さかもと しげる、1950年）